# Băzoveț, Ruse
Băzoveț (în bulgară Бъзовец) este un sat în comuna Dve Moghili, regiunea Ruse,  Bulgaria. 

## Demografie
Componența etnică a satului Băzoveț
     Bulgari (49,24%)
     Romi (20,48%)
     Turci (23,74%)
     Nicio identificare (6,51%)
La recensământul din 2011, populația satului Băzoveț era de 859 locuitori. Nu există o etnie majoritară, locuitorii fiind bulgari (49,24%), turci (23,74%) și romi (20,48%). Pentru 6,51% din locuitori nu este cunoscută apartenența etnică.